# Convention générale des Assemblées de Dieu au Brésil
La Convention générale des Assemblées de Dieu au Brésil (portugais : Convenção Geral das Assembleias de Deus no Brasil) est une association chrétienne évangélique d'églises pentecôtistes au Brésil.  Elle est affiliée à l’Association mondiale des Assemblées de Dieu. Son siège est situé à Rio de Janeiro.

## Histoire

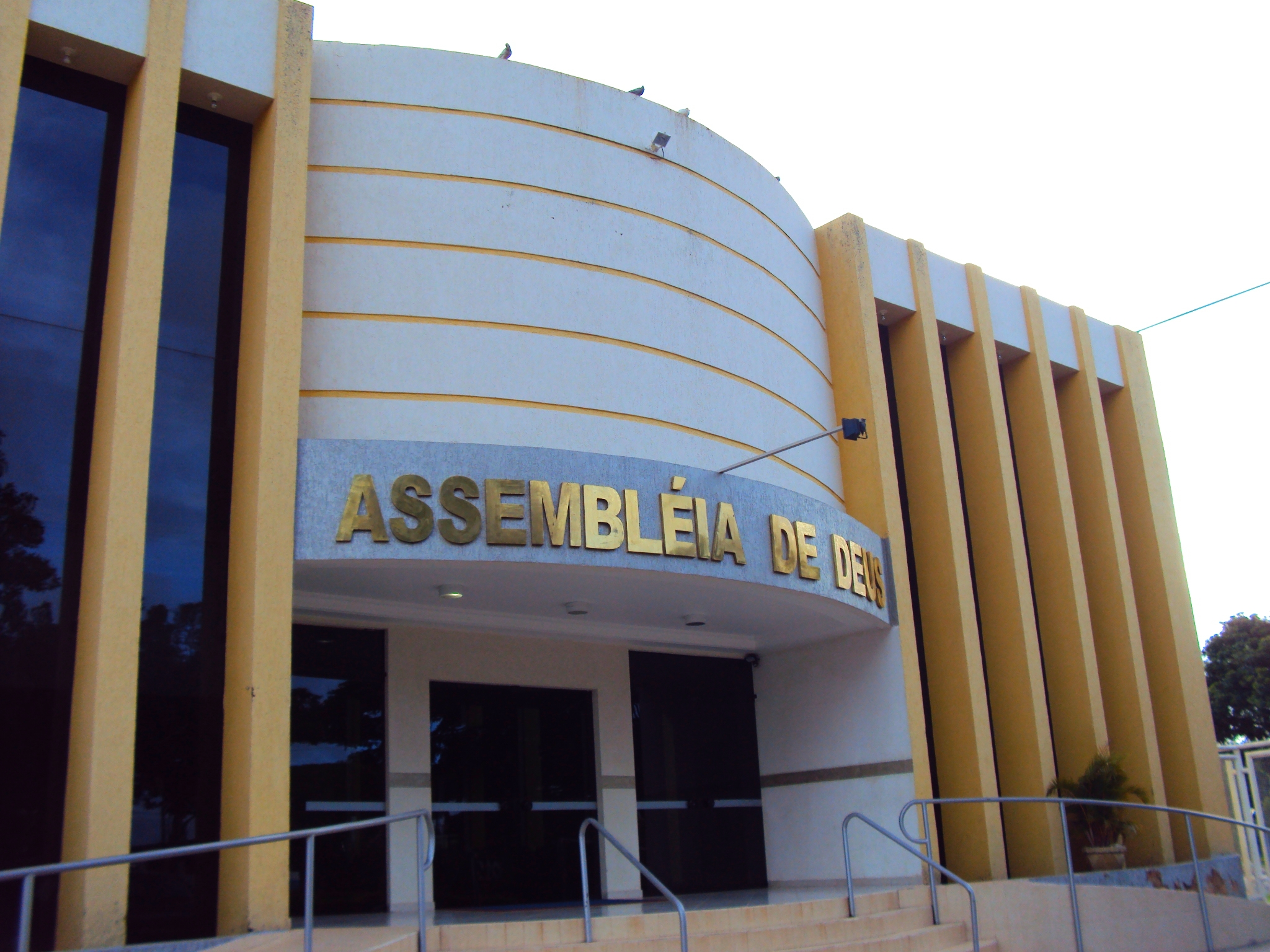
Bâtiment de l’Église Assembléia de Deus do Cruzeiro à Brasília, affiliée à la Convention.

La Convention générale des Assemblées de Dieu au Brésil a ses origines dans une mission de Daniel Berg et de Gunnar Vingren, deux missionnaires pentecôtistes suédois arrivés à Belém en 1910 .  Elle est officiellement fondée en 1930 . Selon un recensement de l’association d’églises en 2013, elle disait avoir 12 millions de membres.

## Schisme
En 2017, 10.000 églises ont quitté la Convention et ont fondé la Convention de l'Assemblée de Dieu au Brésil, en raison du non-renouvellement de sa présidence et de l'interdiction du ministère pastoral pour les femmes,.